# Верін-Двін
Верін-Двін (вірм. Վերին Դվին) — село в марзі Арарат, у центрі Вірменії. Село розташоване за 30 км на південний схід від Єревана, за 10 км на північний схід від міста Арташат, відразу за північно-східною межею села Двін. Переважну частку населення складають ассирійці. У селі діють дві ассирійські церкви, одна з яких була побудована у 1828 році.